# Ajuntament de Cervelló
L'Ajuntament de Cervelló (coneguda com a Torre Rovira abans del 1970) és una masia i actual seu de l'ajuntament de Cervelló, inclòs dins del Pla Especial i catàleg del patrimoni arquitectònic i ambiental de Cervelló.

## Edifici
Torre aïllada, de planta rectangular i coberta plana, a manera de terrassa. Volumètricament, consta de dos cossos sense solució de continuïtat, el davanter de més alçada que el posterior. L'edificació, en origen, constava de planta baixa i pis, però quan l'Ajuntament l'adquirí es van dur a terme remodelacions entre els anys 1970 i 1977, moment en què s'aixecà una segona planta pis i es va buidar interiorment. A la façana, a causa de la remodelació feta pel seu nou ús, es van rebaixar les finestres de la planta baixa, i l'obertura central, aprofitant com a peanya del balcó, l'arquitrau que descansa a sobre de les columnes que flanquegen el portal d'entrada.
S'accedeix a l'edifici a través d'unes escales frontals que contenen el porxo d'entrada. Al davant i al lateral  disposa d'una placeta, creada després de l'enderroc de les quadres, la qual dona més presència a la construcció.
La façana és plana i el volum en vista frontal és totalment cúbic recordant lleument una edificació pal·ladiana en el seu eclecticisme amb detalls modernistes i elements classicistes. Presenta una composició regular de buits (tres a planta baixa i primera i cinc a la planta segona) que han estat modificats pels nous usos, com la finestra central, convertida en balcó amb balustres. Totes les obertures són de llinda plana i mentre que les de plana baixa presenten una proporció allargada en sentit vertical a la planta primera i segona són de proporció quadrangular.
La peanya del balcó principal descansa sobre un arquitrau sostingut per sengles columnes de fust llis i base quadrada. Quatre fanals de vidre il·luminen la façana a l'exterior. Entre les columnes s'obre la porta principal que dona accés a l'edificació, la qual conserva la fusteria primitiva, tallada, presentant a la part superior, vidre protegit per l'enreixat original, de ferro forjat, amb decoració vegetal mig daurada. També es conserven els picadors de ferro.
Coronant l'edifici, destaca un rellotge contemporani i a esquerra, a sobre d'una de les finestres de planta baixa que flanquegen el portal d'accés, hi ha un plafó ceràmic, amb la inscripció «Casa de la Vila» i l'escut del municipi.

## Història
El nom original de la casa era Torre Rovira, ja que el seu primer propietari, Manuel Rovira Serra, era advocat, dramaturg i poeta. Va escriure un drama titulat Gent de vidre, basat en uns esdeveniments de 1893 a Cervelló, quan els treballadors de la fàbrica de vidre de Joaquim Mensa van fer vaga. L'empresa els va acomiadar, i ells van formar una cooperativa que va fracassar per l'egoisme i la deslleialtat entre els treballadors.
L'any 1894, a la casa s'hi va celebrar l'onomàstica de Montserrat Burgada Campderrós, esposa del propietari. L'esdeveniment va reunir diverses personalitats, incloent-hi el Mestre en Gai Saber, Joaquim Riera Bertran. La vetllada festiva, literària i musical, va comptar amb actuacions de concertistes que tocaven el violí, el piano i l'harmònium, oferint diverses peces. L'acte va culminar amb la interpretació de l'Ave Maria de Charles Gounod per una soprano anomenada senyora de Serra, seguit d'un gran ball per als joves.
La Coral Diana de Cervelló, cada any per Pasqua Florida, sortia a cantar les tradicionals caramelles. Era habitual que entrés al pati de la casa per fer-hi el recital de can coral claverià.
L'Ajuntament va adquirir la Torre Rovira l'any 1970 per convertir-la en la seva seu. Es va remodelar i adaptar l'edifici, tot mantenint part de l'estructura original.